# Yenz Leonhardt
Jens Arnsted, mais comumente conhecido como Yenz Leonhardt ou Yenz Cheyenne, (4 de julho de 1961, Vordingborg) é um músico de heavy metal. Ele se apresentou como vocalista, guitarrista e baixista ao longo de sua carreira, focando neste último nos anos mais recentes.
Jens se juntou à Brats em 1979 como baixista e vocalista, juntamente com os futuros membros da Mercyful Fate, Rene Krölmark (Hank Shermann / Hank De Wank), Carsten van der Volsing e Kim Bendix Petersen (King Diamond)[carece de fontes?] e, posteriormente, realizada com o ex-baterista do Europa,  Tony Niemistö (Tony Reno) e o ex-guitarrista do King Diamond, Pete Blakk, na banda de curta duração Geisha, como Yenz Cheyenne. Leonhardt e Niemistö, então, formaram a banda Y junto com o baixista do King Diamond, Hal Patino, e o guitarrista Oliver Steffensen, da banda de Mike Tramp, Freak of Nature. Leonhardt aparece em álbuns de todas as bandas acima.
Em anos mais recentes, Jens destacou-se na cena do power metal alemão, muitas vezes colaborando com Piet Sielck nas bandas Iron Saviour e Savage Circus . Ele atualmente toca no Stormwarrior. Ele também é o baixista de turnê do Lacrimosa. Jens tocou guitarra rítmica para a banda de hard rock, Kingdom Come, mas saiu em setembro de 2007 por conflitos de agenda.
Em 2010, Leonhardt substituiu temporariamente o baixista Nibbs Carter na banda de metal britânica, Saxon, por uma turnê.